# La Roche-sur-Foron
La Roche-sur-Foron ist eine französische Gemeinde im Département Haute-Savoie in der Region Auvergne-Rhône-Alpes. Sie ist Hauptort des Kantons La Roche-sur-Foron im Arrondissement Bonneville.

## Geographie
La Roche-sur-Foron liegt auf rund 550 m, etwa 20 Kilometer südöstlich der Stadt Genf (Luftlinie). Die Gemeinde mit historischem Stadtkern erstreckt sich leicht erhöht am westlichen Rand des breiten Arvetals, beidseits des Baches Foron, am Nordfuß der Montagne de Sous-Dîne, einem Gipfel in den Bornes-Alpen.
Die Fläche des 17,94 km² großen Gemeindegebiets umfasst einen Abschnitt im Bereich des Arvetals. Im Nordosten verläuft die Grenze entlang dem Rand der breiten Arveniederung. Von hier erstreckt sich das Gemeindeareal südwärts über den relativ sanft geneigten Hang von La Roche-sur-Foron, der durch den Foron in einem Erosionstal entwässert wird. Nach Westen reicht das Gebiet auf das Hochplateau von Bornes (bis 880 m). Ein schmaler Streifen erstreckt sich nach Südosten bis auf die Berggipfel von Sur Cou (1809 m) und Roche Parnal (mit 1896 m die höchste Erhebung von La Roche-sur-Foron). 
Zu La Roche-sur-Foron gehören neben dem eigentlichen Städtchen auch mehrere Weilersiedlungen und Gehöfte, darunter:
- La Balme (575 m) am westlichen Rand des Arvetals
- Broy (600 m) am Hang oberhalb von La Roche-sur-Foron
- Lavillat (747 m)
- Les Fleuries (750 m) östlich des Foron
- Champully (800 m) am Rand des Bornes-Plateaus
- Montizel (850 m) am Rand des Bornes-Plateaus
- Orange (1067 m) auf einem Geländevorsprung zwischen dem Arvetal und dem Tälchen des Flan am Fuß der Montagne de Sous-Dîne.

Nachbargemeinden von La Roche-sur-Foron sind Cornier und Amancy im Norden, Saint-Sixt, Saint-Laurent und Glières-Val-de-Borne im Osten, Thorens-Glières im Süden sowie Évires und Etaux im Westen.

## Geschichte
Das Gemeindegebiet von La Roche-sur-Foron war bereits zur Burgundenzeit besiedelt; bei La Balme wurde ein Burgundengrab entdeckt. Erstmals urkundlich erwähnt wird der Ort im Jahre 1032 unter dem lateinischen Namen Rochia. Von 1033 bis 1219 war La Roche Hauptsitz der Grafen von Genf. Diese ließen den Flecken im 12. Jahrhundert befestigen und erteilten ihm 1335 das Stadtrecht. 
Zu Beginn des 15. Jahrhunderts kam La Roche zusammen mit der Grafschaft Genf unter die Herrschaft Savoyens und teilte fortan dessen Schicksal. Das Städtchen wurde ein blühendes Zentrum inmitten Savoyens, hatte aber des Öfteren unter Bränden und Epidemien (Pest von 1542 bis 1587) zu leiden. Während des Savoyerkrieges zwischen Genf und Savoyen wurde es 1590 geplündert und verwüstet; damals wurde auch die alte Burg der Grafen von Genf zerstört. Als erste französische Stadt erhielt La Roche 1885 eine elektrische Straßenbeleuchtung. 1961 wurde La Roche zur besseren Unterscheidbarkeit gegenüber anderen Orten gleichen Namens per Dekret in La Roche-sur-Foron umbenannt.

## Bevölkerung
| Jahr                       | 1962  | 1968  | 1975  | 1982  | 1990  | 1999  | 2003   | 2020   |
| -------------------------- | ----- | ----- | ----- | ----- | ----- | ----- | ------ | ------ |
| Einwohner                  | 4.456 | 5.049 | 6.008 | 6.627 | 7.116 | 8.538 | 10.711 | 11.155 |
| Quellen: Cassini und INSEE |       |       |       |       |       |       |        |        |

Mit 11.239 Einwohnern (Stand 1. Januar 2022) gehört La Roche-sur-Foron zu den großen Gemeinden des Département Haute-Savoie. In den letzten Jahrzehnten und insbesondere seit 1990 wurde ein markantes Bevölkerungswachstum verzeichnet.

## Sehenswürdigkeiten

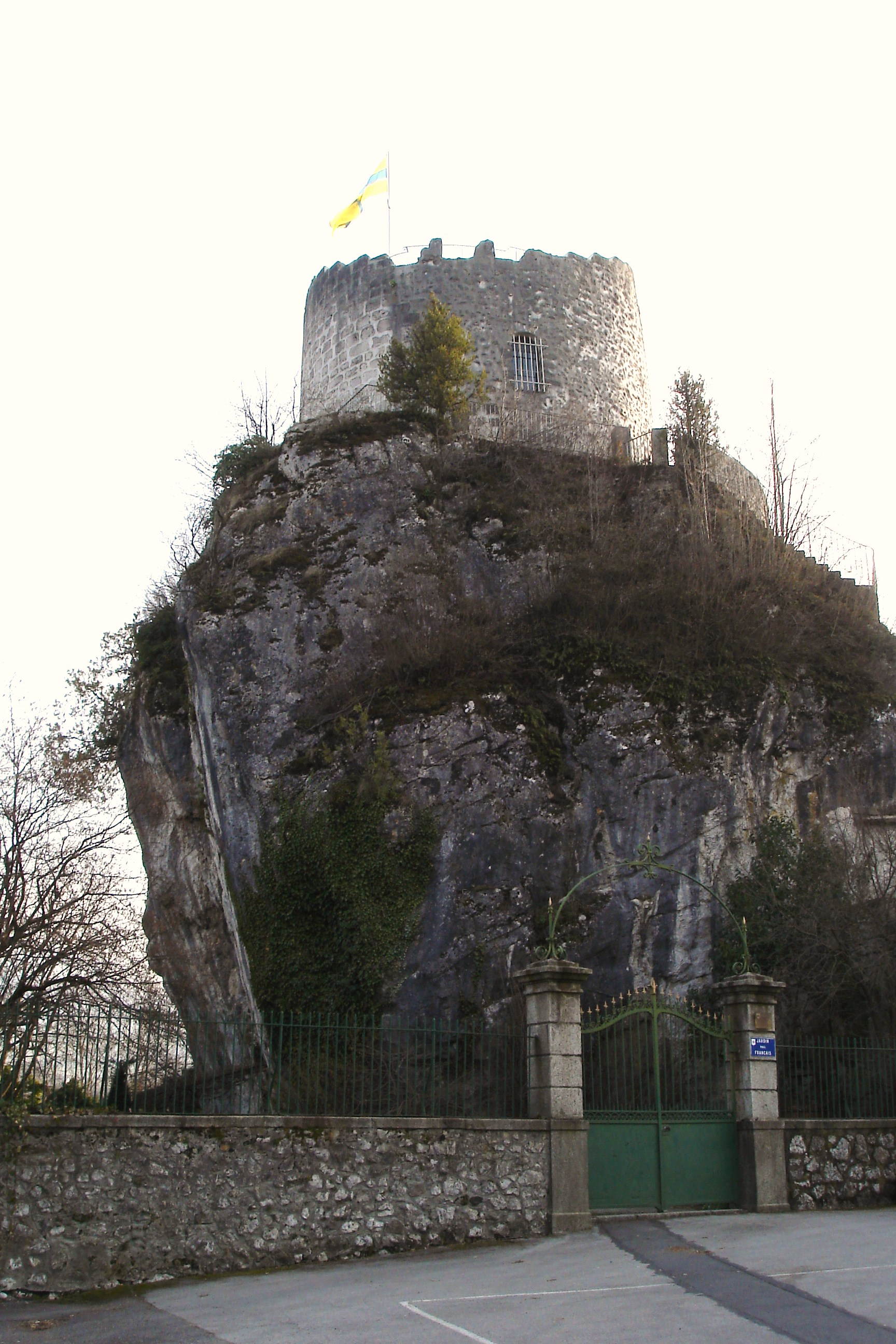
La Tour des Comtes de Genève

La Roche-sur-Foron besitzt eine gut erhaltene mittelalterliche Altstadt mit Überresten der einstigen Stadtbefestigung (Porte Saint-Martin). In der Altstadt gibt es zahlreiche Bürgerhäuser mit reich verzierten Fassaden, darunter das Maison des Chevaliers und das Maison Boniface. Die Grenette, eine alte Kornhalle, stammt von 1832, während das Hôtel de Ville (Rathaus) 1842 erbaut wurde.
Die Kirche Saint-Jean-Baptiste stammt ursprünglich aus dem 12. Jahrhundert. Aus dieser Zeit ist der Chorraum erhalten. Später erfolgten jedoch zahlreiche Umbauten und Erweiterungen, darunter bemerkenswerte Kapellen aus dem frühen 16. Jahrhundert; das Kirchenschiff erhielt seine heutige Gestalt im 19. Jahrhundert. Sie ist seit 1975 als Monument historique gelistet. Im ehemaligen Bernhardinerinnenkloster ist heute das Collège Sainte-Marie untergebracht.
Auf einem Felssporn steht die Tour des Comtes de Genève, der letzte Überrest der mittelalterlichen Burg (1258) der Grafen von Genf. 

## Wirtschaft und Infrastruktur
La Roche-sur-Foron war schon früh eine wichtige Handelsstadt. Dank den fruchtbaren Böden der Umgebung besitzt die Landwirtschaft noch heute einen gewissen Stellenwert. Seit den 1950er-Jahren entwickelte sich das Städtchen allmählich zu einem urbanen Zentrum, und es entstanden verschiedene Gewerbe- und Industriezonen. Heute gibt es zahlreiche Betriebe des Klein- und Mittelgewerbes sowie verschiedene Industrien der Hochtechnologie, Bau- und Handelsfirmen und Unternehmen des Dienstleistungssektors.
Verschiedene bedeutende Veranstaltungen finden in La Roche-sur-Foron statt. Die wichtigsten davon sind der Simodec (Salon International de la Machine-outil et du Décolletage; jedes zweite Jahr im März) und die Foire Internationale de la Haute-Savoie Mont-Blanc (jeweils im Mai).
Die Gemeinde ist verkehrsmäßig sehr gut erschlossen. Sie liegt an der Hauptstraße, die von Annecy nach Bonneville führt; eine weitere wichtige Straßenverbindung besteht mit Annemasse. Der nächste Anschluss an die Autobahn A41 befindet sich in einer Entfernung von rund zwei Kilometern. Auch die Autobahn A40 (Genf–Chamonix) ist leicht erreichbar. La Roche-sur-Foron besitzt einen Bahnhof an der Eisenbahnlinie Annemasse–Annecy und ist Ausgangspunkt der Nebenlinie nach Saint-Gervais.

## Städtepartnerschaften
Seit 1972 wird eine Städtepartnerschaft mit der am nordwestlichen Ufer des Bodensees gelegenen deutschen Stadt Stockach unterhalten. Seit 1996 ist die französische Stadt Saint-Renan in der Bretagne Partnerstadt und seit 2002 auch Candelo in der italienischen Region Piemont.

## Söhne und Töchter
- Jean-Louis Grillet (1756–1812), savoyischer Geistlicher und Historiker
- Luigi Pelloux (1839–1924), italienischer General und Politiker